# السربوت
السربوت لقبٌ كان يطلق على الكاهن الكبير في زمن الفساطسة في عهد 100 قبل الميلاد.

## أصل الكلمة
اختلف الكثيرون في اصل الكلمة:
- فبينما يعتقد بعض الباحثين العرب على أن كلمة السربوت ذات أصل سيرياني من الجذر سرب والذي يعني طار ومنه ما نقول سرب حمام.
- إلا أن هناك بعض الباحثين العرب أيضاً يرون أن أصل الكلمة عربية لكنها محرفة وهي من كلمة السراب وهو ما يراه الرائي في شدة الحر من وجود بقعة مائية أمامه. ثم عبرية مشتقة من سروب والتي تعني الحالة التي يكون فيها الكاهن من اللاوعي عند تقديم النذور والقرابين، ثم انه تطورت هذه الكلمة وذلك عندما ظهر بعض من يدعون انهم كهنة، فتسربت وسربوت، أي تكهن أو ادعى الكهانة.
- تعني باللهجة الخليجية الداشر أو الصايع أو غير المكترث.